# Humildes

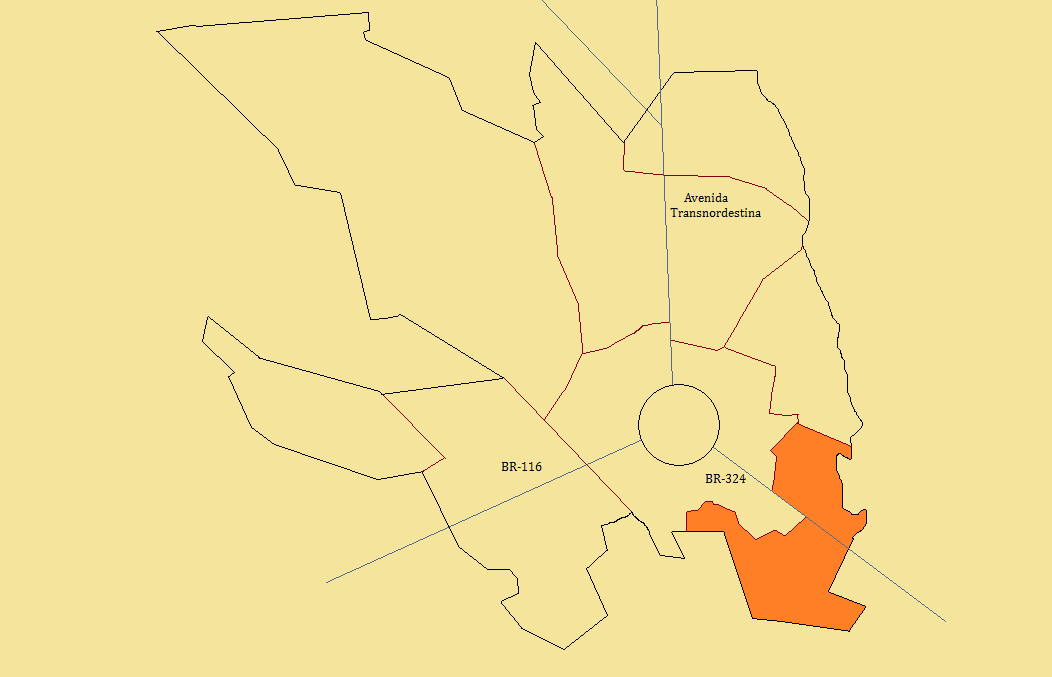
Localização do distrito, em cor laranja.

Humildes é um distrito do município baiano de Feira de Santana. É o único distrito de Feira de Santana que se localiza fora do polígono das secas, e conta com uma população de quase 15 mil habitantes. Está localizada na latitude -12.36666667°, longitude -38.88333333°. O distrito é conhecido regionalmente pela Festa de São Pedro, onde reúne centenas de pessoas todos os anos no mês de junho. Além disso também é o único distrito que fica dentro de um polo industrial onde conta com várias indústrias inclusive multinacionais como Nestlé e Pepsico. Segundo os mais antigos do lugar o nome "Humildes" deve-se a uma imagem de uma santa encontrada as margens de um trecho do Rio Subaé que passa no distrito essa imagem foi chamada de Nossa senhora dos Humildes, o que mais tarde veio a se tornar a padroeira do distrito.
As religiões predominantes são o catolicismo, protestantismo e Testemunhas de Jeová. Anualmente, essa última, realiza a comemoração da morte sacrificial de Cristo no seu lugar de adoração, o Salão do Reino. Pouco antes desse evento, eles saem de casa em casa convidando todos os moradores locais. A Igreja Batista Shekinah realiza o "Shekinah na Praça", um movimento de cultos e festejos durante sete dias, contando com apoio de muitas igrejas evangélicas, o mentor e o realizador desde evento é o Bp. Valdemir e a Bpª Selma, presidentes da Igreja Batista Shekinah.
Humildes é um forte polo industrial, sediando importantes indústrias a nível nacional e internacional. Também é um forte produtor rural, fornecendo todo tipo de horticultura, frutas e outros produtos naturais para Feira de Santana e região.